# Universalisme
Pour les articles homonymes, voir Universalisme (homonymie).
 (janvier 2020).

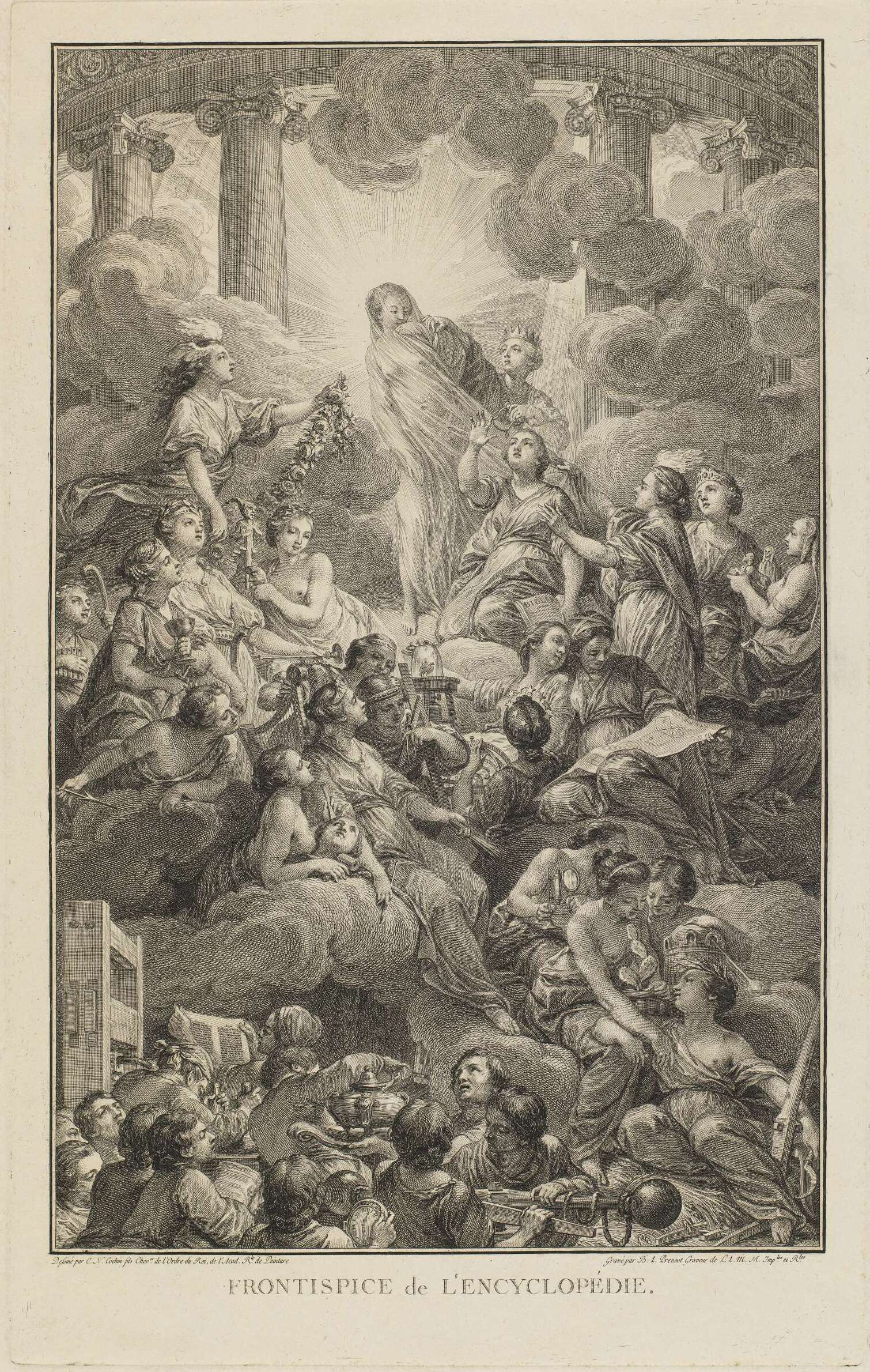
Frontispice de L'Encyclopédie de Diderot et D'Alembert dessiné par Charles-Nicolas Cochin, gravé par Bonaventure-Louis Prévost. Gravure à l’eau-forte et au burin. 1772.

L'universalisme est l'idée que les faits universels existent et peuvent être progressivement découverts. L'universalité étudie les faits universaux, par opposition au relativisme, qui affirme que les faits sont simplement relatifs à la perspective d'un individu donné,. L'universalisme et le relativisme ont été longuement explorés dans la philosophie analytique contemporaine.

## Présentation
L'universalisme est une doctrine selon laquelle la réalité constitue un tout unique autrement dit universel. Les individus ne peuvent pas être isolés autrement que par abstraction. Le concept répond, entre autres, à celui de l'individualisme. Le concept trouve des éléments de définition métaphysique chez Friedrich Hegel ou sociologique chez Auguste Comte.

### Philosophie éthique
Lorsqu'il est utilisé dans le contexte de la philosophie éthique, le concept fait référence à ce qui est vrai pour « tous les individus dans une situation similaire ». Par exemple, dans la conception éthique issue de la philosophie des Lumières, les droits humains, tels que ceux énumérés dans la Déclaration des droits de l'homme et du citoyen de 1789 sont considérés comme étant des valeurs morales « universelles », c'est-à-dire s'appliquant à l'ensemble de l'Humanité. La Déclaration universelle des droits de l'homme de 1948 s'inspire de ces principes.

### Théologie
L'universalisme est également un concept de théologie.
Il s'agit de la croyance selon laquelle le salut de Dieu est offert à tous les êtres humains.

### Franc-maçonnerie
Pour la franc-maçonnerie et plus particulièrement le Grand Orient de France, l'universalisme est l'opportunité pour chaque peuple de se référer à quelque chose de plus grand et de commun à l'humanité, sans pour autant nier ses particularités. Cela a pour vertu de créer un lien entre tous les humains quelles que soient leurs cultures, origines, etc.,.